# 바른틀 앙상블
통계 물리학에서 바른틀 앙상블(canonical ensemble) 또는 정준 앙상블(正準-)은 온도와 계의 부피, 계 내부에 있는 입자의 수가 고정된 고립계로 이루어진 앙상블, 즉 확률 분포를 일컫는다. 입자 수 N, 부피 V, 온도 T의 약자를 따서 NVT 앙상블이라고도 한다. 온도를 고정시키기 위해서 각각의 계는 커다란 열원(heat reservoir)안에 들어있는 것으로 생각한다.
어떤 미시계 {\displaystyle j}가 에너지 {\displaystyle E_{j}}를 가지고 있을 확률 {\displaystyle p_{j}}은 볼츠만 분포를 따른다.
{\displaystyle p_{j}\propto e^{-E_{j}/kT}}. 여기에서 k는 볼츠만 상수이다.

## 분배 함수
바른틀 앙상블에서, 계의 모든 미시상태에 일련 번호 {\displaystyle j}({\displaystyle j}=1,2,3, ...)를 붙이고, 계가 미시상태 {\displaystyle j}에 있을 때 계의 총 에너지를 {\displaystyle E_{j}}로 표기하자. 일반적으로 계의 불연속적인 양자상태를 미시상태로 간주한다.
바른틀 분배함수는 다음과 같다.
{\displaystyle Z=\sum _{j}e^{-\beta E_{j}}}
여기서 β는 보통 다음과 같이 정의한다.
{\displaystyle \beta \equiv {\frac {1}{k_{B}T}}}
T는 계의 온도를 뜻하며, kB은 볼츠만 상수다. 미시상태에 겹침(degeneracy) 상태가 존재할 경우, 분배함수는 다음과 같이 쓴다.
{\displaystyle Z=\sum _{j}g_{j}\cdot e^{-\beta E_{j}}}
여기서 {\displaystyle g_{j}}는 겹침 인자다.

### 물리적 의미
분배 함수는 온도 T와 미시상태 i의 에너지 Ei의 함수다. 또한 미시상태의 에너지는 입자의 개수, 계의 부피와 같은 열역학적 변수의 함수다. 미시상태의 에너지를 계산해서 분배함수를 구성할 수 있으면, 그 분배함수에서 계의 다른 열역학적 특성을 계산해낼 수 있다.
또한 분배 함수에는 중요한 통계적 의미가 있다. 계가 미시상태 j에 있을 확률 Pj은 다음과 같이 쓸 수 있다.
{\displaystyle P_{j}={\frac {1}{Z}}e^{-\beta E_{j}}.}
여기서 {\displaystyle e^{-\beta E_{j}}}는 볼츠만 인자다. 여기서 분배함수는 확률값의 합을 1로 만드는 틀맞춤(Normalization) 상수로 쓰였다.
{\displaystyle \sum _{j}P_{j}={\frac {1}{Z}}\sum _{j}e^{-\beta E_{j}}={\frac {1}{Z}}Z=1.}
"분배 함수"라는 이름은 각각 다른 미시상태의 확률을 '분배'한다고 해서 붙여진 이름이다. Z란 문자는 독일어 단어 Zustandssumme에서 왔으며 "상태의 합(영어: "sum over states")"이란 뜻이다.

## 헬름홀츠 자유에너지
바른틀 앙상블과 관계있는 자유에너지로, 헬름홀츠 자유에너지 A 가 있다.
{\displaystyle A=-k_{b}T~\ln Z\,}
이는 에너지와 다음과 같은 관계를 만족한다.
{\displaystyle A=<E>-TS\,}
여기에서 {\displaystyle S}는 엔트로피이다. 엔트로피는
{\displaystyle S=-k_{b}<\ln p_{i}>=-k_{b}\sum _{i}p_{i}\ln p_{i}\,}
{\displaystyle =-k_{b}\sum _{i}{\frac {1}{Z}}\,e^{-\beta E_{i}}(-\beta E_{i}-\ln Z)\,}
{\displaystyle ={\frac {1}{T}}<E>+k_{b}{\frac {\ln Z}{Z}}\sum _{i}e^{-\beta E_{i}}}
{\displaystyle ={\frac {1}{T}}<E>+k_{b}\ln Z}
이므로 따라서 아래와 같이 자유에너지를 분배함수로부터 구할 수 있다.
{\displaystyle A=<E>-TS=-k_{b}T\ln Z\,}

## 밀도 행렬의 대각선 성분
바른틀 앙상블에서 에너지의 고윳값이 {\displaystyle E_{n}}인 양자상태에 있을 확률은 볼츠만 인자, {\displaystyle e^{-\beta E_{n}}}로 주어진다. 밀도 행렬의 대각선 성분은 다음과 같이 표현할 수 있다.
{\displaystyle \rho _{n}={{e^{-\beta E_{n}}} \over {\sum _{n}e^{-\beta E_{n}}}}}

## 밀도 연산자
밀도 연산자 표현식은 다음과 같다.
{\displaystyle \rho ={{e^{-\beta H}} \over {Tr(e^{-\beta H})}}}

## 자유에너지의 유도
엔트로피와 자유에너지의 정의로부터 분배함수로 표현된 자유에너지를 유도할 수 있다.
{\displaystyle S=<-k_{B}ln\rho >=-k_{B}<ln\rho >}
{\displaystyle <G>=Tr[\rho G]}이므로,
{\displaystyle S=-k_{B}Tr[\rho ln\rho ]}
{\displaystyle =-k_{B}Tr[\rho (-\beta H-lnZ))]}
{\displaystyle =k_{B}\beta Tr[\rho H]+k_{B}Tr[\rho lnZ]}
{\displaystyle =k_{B}\beta <H>+k_{B}<lnZ>}
{\displaystyle TS=k_{B}T\beta <H>+k_{B}T<lnZ>}
{\displaystyle =U+k_{B}TlnZ}
자유에너지의 정의에 의해,
{\displaystyle A=U-TS=-k_{B}TlnZ}

## 응용
바른틀 앙상블과 분배 함수는 일정한 온도를 가지고 있는 계의 열역학적 변수를 계산하는 데 쓰인다. 양자 통계 역학의 포츠 모델은 바른틀 앙상블을 확률 측도로 이용한다.

## 같이 보기
- 앙상블
- 볼츠만 분포
- 헬름홀츠 자유 에너지
- 큰 바른틀 앙상블
- 작은 바른틀 앙상블